# Kevin Matthews (lutador)
Kevin Matthew McDonald (nascido em 10 de fevereiro de 1983) é um lutador profissional americano. Ele está contratado pela All Elite Wrestling (AEW) como treinador e produtor. Ele é mais conhecido por seu tempo na Impact Wrestling, sob o nome de ringue de KM.

## Carreira na luta profissional

### Promoções independentes e aparição na WWE (2000–2014)
Como natural de Nova Iorque, Matthews lutou em várias promoções ao redor da cidade de Nova Iorque e Nova Jérsei no início de sua carreira. Em 2004, ele lutou pela World Xtreme Wrestling na Pensilvânia, formando dupla com Greg Matthews. Ele era gerenciado por Krissy Vaine. Em 14 de junho de 2005, Matthews lutou como talento de apoio em sua única aparição na WWE. Ele fez dupla com Nick Berk, perdendo para MNM (Joey Mercury e Johnny Nitro).
Ele também lutou na Women Superstars Uncensored de 2006 a 2010. Em 12 de dezembro de 2009, Matthews perdeu para Tito Santana no evento NWS/WSU The Awesome Challenge em Flemington, Nova Jérsei. Matthews passou a maior parte de sua carreira atuando na Pro Wrestling Syndicate. Em 8 de maio de 2010, Matthews derrotou a lenda do boxe Butterbean pelo título peso-pesado da PWS. O título foi declarado vago em 20 de agosto de 2010. Ele recuperaria o título ao derrotar Sami Callihan em 2 de junho de 2012. Em 20 de novembro de 2012, Matthews perdeu o título para Matt Hardy. Ele recuperaria o título ao derrotar Hardy em 9 de fevereiro de 2013. Durante seu reinado, derrotou Colt Cabana, Anthony Nese e Homicide. Ele perderia o título para Alex Reynolds em 20 de setembro de 2013. Em 17 de maio de 2014, ele derrotou Jeff Jarrett.

### Impact Wrestling (2017–2019)
Em 6 de março de 2017, foi relatado que McDonald havia assinado com a Impact Wrestling. No episódio de 30 de março do Impact Wrestling, ele estreou como primo de Sienna, derrotando Braxton Sutter com interferência de Sienna, estabelecendo-se assim como um vilão. No episódio de 25 de maio do Impact Wrestling, KM fez dupla com Kongo Kong, derrotando Braxton Sutter e Mahabali Shera, após ambas as duplas iniciarem uma rivalidade. No episódio de 15 de junho do Impact Wrestling, realizado em Mumbai, Índia, KM competiu em uma luta Gauntlet pelo troféu inaugural Sony SIX Invitational, que foi vencido por Mahabali Shera após KM ser eliminado por Shera.
Em 2 de julho, durante o pré-show do Slammiversary XV, KM fez dupla com Kongo Kong e Laurel Van Ness, perdendo para Mahabali Shera, Braxton Sutter e Allie em uma luta de trios. Nas gravações do Impact Wrestling de 18 de janeiro de 2018, KM atacou James Storm com uma garrafa de cerveja, quebrando-a sobre sua cabeça, após se juntar ao American Top Team.
Posteriormente, KM formou uma aliança com Fallah Bahh, tornando-se um mocinho no processo. Em março de 2019, seu perfil foi movido para a seção de ex-integrantes no site oficial da Impact Wrestling. Consequentemente, ele parou de aparecer no programa semanal da empresa.
Matthews posteriormente discutiu com o vice-presidente executivo da Impact Wrestling, Scott D'Amore, no Twitter, sobre o valor pago aos talentos.

## All Elite Wrestling (2021–presente)
KM estreou na All Elite Wrestling (AEW) em 4 de outubro de 2021, em um episódio do AEW Dark: Elevation, em uma luta contra Sonny Kiss. No episódio de 11 de maio de 2022 do AEW Dynamite, KM apareceu como um segurança durante a assinatura de contrato entre MJF e Wardlow para uma luta no Double or Nothing. Ele voltou a aparecer no Elevation em 27 de junho de 2022, enfrentando John Silver. Em Rochester, Nova Iorque, no dia 6 de julho, retornou como parte da American Top Team, ao lado de Dan Lambert, na luta pelo TNT Championship entre Scorpio Sky e Wardlow.
Em junho de 2023, foi noticiado que Matthews havia assumido um cargo como treinador/produtor nos bastidores da AEW.

## Títulos e conquistas
- Impact Wrestling
  - Gravy Train Turkey Trot (2018) – com Fallah Bahh, Alisha Edwards, Kikutaro e Dezmond Xavier
- Pro Wrestling Illustrated
  - Classificado em #211 dos 500 melhores lutadores individuais no PWI 500 de 2017[14]
- Pro Wrestling Syndicate
  - PWS Heavyweight Championship (3 vezes)[15]
- Stars & Stripes Championship Wrestling
  - SSCW Television Championship (1 vez)[16]
- World Xtreme Wrestling
  - WXW Tag Team Championship (1 vez) – com Greg Matthews
- WrestlePro
  - UCE Championship (1 vez)[17]
  - WrestlePro Tag Team Championship (1 vez) – com Fallah Bahh[18][19]
  - WrestlePro Alaska Tag Team Championship (1 vez) – com Fallah Bahh